# Il marito amante della moglie
Il marito amante della moglie è una commedia di Giuseppe Giacosa. Venne rappresentata per la prima volta al Teatro Manzoni di Milano il 27 settembre 1876, dalla compagnia Pietriboni.
Il lavoro è dedicato «a Paolo Ferrari» che, scrive Giacosa, ne diresse le prove in Milano portandolo al successo.

## Trama

### Atto primo
Gino e Beatrice si incontrano a una festa da ballo in maschera, e si raccontano di essere entrambi vedovi nonostante la giovane età. Gino ha poi occasione di parlare con l'anziano Asdrubale e con Fulgenzio, lo zio e tutore di Beatrice, i quali gli spiegano che Beatrice non è precisamente vedova, bensì allo stesso tempo fanciulla, maritata e vedova, in quanto è stata abbandonata dieci anni prima dal marito fuggito immediatamente dopo il matrimonio.
Il marito fuggitivo però è proprio Gino, che in realtà si chiama Ottavio. Era fuggito il giorno stesso delle nozze, appena diciottenne, perché si era reso conto che il matrimonio era stato combinato come copertura per consentire a un facoltoso Duca, suo protettore, di approfittare di Beatrice. Ora, saputo che Beatrice, che ha incontrato una sola volta durante la cerimonia, ha respinto il Duca, Gino è tornato in incognito sperando di riallacciare i rapporti.
Quando Asdrubale e Fulgenzio prendono a insultare Ottavio, Gino dice di averlo casualmente conosciuto e di sapere che si tratta di un galantuomo, e fra loro nasce un alterco, sedato dall'arrivo di Maurizio, comune amico, che rassicura Asdrubale e Fulgenzio sulla nobiltà di Gino, che si è presentato come conte. Neppure Maurizio è al corrente della vera identità di Gino, che decide di raccontargli la verità chiedendogli di mantenere il segreto e di aiutarlo a contattare Beatrice. Maurizio è titubante ma, commosso dal racconto di Gino, accetta.
A Gino, che già aveva notato l'interesse di Asdrubale per Beatrice, sembra di capire che anche Maurizio ne sia spasimante, ricambiato. Decide comunque di non perdersi d'animo e di cimentarsi anch'egli nel corteggiamento di sua moglie.

### Atto secondo
Beatrice si lamenta con Fulgenzio e Asdrubale, che non le consentono di divertirsi perché, dicono, ne devono tutelare l'onore messo a repentaglio dalla condizione di giovane con un marito scomparso ma il cui matrimonio è tuttora valido. Beatrice viene a sapere, dai discorsi tra Fulgenzio e Asdrubale, che Gino ha raccontato di conoscere Ottavio, e rimane colpita.
Maurizio riesce a invitare Gino in casa di Beatrice poi, imbarazzato, li lascia soli. Beatrice, che dopo dieci anni e avendo visto il marito una sola volta non lo può riconoscere, chiede a Gino notizie di Ottavio. Dapprima Gino ha la sensazione che Beatrice sia una civetta, poi la conversazione si fa più profonda e Gino rimane ammaliato dai discorsi di Beatrice, tanto che si fa più ardimentoso e Beatrice, risentita per l'eccessiva confidenza, esce lasciandolo solo. Gli dà però appuntamento per il giorno seguente. Gino è combattuto, sente di essere innamorato di Beatrice, ma non sa come comportarsi, teme che rivelandosi come Ottavio forse lei perderà gusto e non gli si dimostrerà più interessata.
Intanto Asdrubale e Fulgenzio, compreso che Gino sta corteggiando Beatrice, cercano un modo per separare i due giovani. Asdrubale cerca di far credere a Gino che Beatrice nonostante tutto vuole essere fedele al marito, ma non ottiene il risultato sperato di demoralizzare Gino. Allora le attenzioni di Asdrubale e Fulgenzio si rivolgono a Beatrice: poiché Maurizio si è lasciato sfuggire che Gino è sposato, senza però farsi strappare il nome della moglie, lo riferiscono a Beatrice, ma lei si arrabbia con lo zio e annuncia che si trasferirà da sola in una casa di sua proprietà. Asdrubale e Fulgenzio decidono allora che scriveranno una finta lettera a Beatrice annunciandole il ritorno di Ottavio. Beatrice chiede alla cameriera di non far entrare Gino quando, l'indomani, si presenterà.

### Atto terzo
La finta lettera, nella quale Ottavio chiede perdono e si dice desideroso di rivedere Beatrice, viene spedita. Il giorno stesso, però, giunge un'altra lettera di Ottavio, questa volta scritta da Gino, in cui il marito scomparso dice di voler partire per l'America e di lasciare libera Beatrice. Asdrubale, messo alle strette da Beatrice insospettita, è costretto a confessare, con disappunto di Fulgenzio, lo stratagemma della lettera.
Poco dopo arriva Gino, che dice di avere avuto da Ottavio l'incarico di verificare che la lettera sia giunta a destinazione. Gino rivela a Beatrice di amarla, ma Beatrice lo rifiuta perché, dice, vuole mantenere il rispetto di se stessa. Gino allora rivela finalmente la propria vera identità, e narra a Beatrice di come sia fuggito per non essere complice delle macchinazioni del Duca. 	
Così, tra lo stupore di Fulgenzio e Asdrubale, Beatrice e Gino si riuniscono, e Beatrice promette di diventare una moglie amante del marito, dopo che Gino è stato un marito amante della moglie.